# Dreuth (Orgelbauer)
Die deutsche Orgelbauerfamilie Dreuth wirkte im 18. Jahrhundert in Hessen.

## Leben
Familie Dreuth (auch Drauth, Dreut oder Drutt) war in Griedel ansässig und entfaltete einen Wirkungskreis im Gebiet von Solms-Braunfels, Greifenstein und Riedesel bis hin in die südliche Wetterau. Vorgänger der Familie Dreuth war die Familie Grieb, die mehrere Orgelbauer und Organisten hervorbrachte. Die Schwester von Johann Henrich Grieb, Anna Maria Grieb (* 23. November 1679 in Griedel; † 2. Februar 1752 in Holzheim) heiratete am 24. November 1698 Johann Andreas Dreuth (* 20. Dezember 1671 in Griedel; † 3. Oktober 1744 ebd.). Ihr Sohn Georg Philipp (* 3. September 1703 in Griedel; † 6. März 1761 ebd.) nannte sich meist Johann Georg. Nach eigener Aussage betrieb er bereits in vierter Generation den Orgelbau. Er gilt als bedeutendster Vertreter der Griedeler Werkstatt. Sein Sohn Johann Friedrich (* 23. August 1728 in Griedel; † 1808) ist ab 1760 als Orgelbauer nachweisbar und reparierte zahlreiche Orgeln. Noch mit 80 Jahren stellte er möglicherweise eine Orgel in Elkershausen bei Weilburg auf. Ein Richard Dreuth wird 1749 beim Orgelneubau in Altenburg erwähnt und Philipp Dreuth 1764 in Niedergirmes. Neubauten sind nur von Johann Georg und Friedrich Dreuth bezeugt. Die Familie war bis 1799 mit Orgelneubauten und bis 1809 mit Reparaturen tätig.

## Werk
Erhalten sind fast ausschließlich einige Prospekte.
Insgesamt ist der Stil der Orgelbauerfamilie konservativ ausgerichtet. Darauf weist auch der Manualumfang ohne das große Cis und der Pedalumfang von einer (Altenburg/Bernsburg) oder anderthalb Oktaven. Die Dreuths knüpfen an die Prospektgestaltung Griebs an und entwickeln diese weiter. Bei einigen Orgeln Griebs treten die Spitztürme direkt aus dem Flachfeld hervor und sind nicht durch Lisenen davon abgesetzt (Griedel, Trais-Münzenberg und Sichertshausen, 1893 aus Lützellinden, überführt).
Charakteristisch für Johann Georg Dreuth ist die fünfachsige Prospektgestaltung, basierend auf einem Prinzipal 4′, mit einem trapezförmigen Mittelturm und zwei kleinen, spitzen Seitentürmen; zwischen den Türmen sind Flachfelder angebracht. Die Pfeifen sitzen ohne Vorsätze auf den unteren Gesimskränzen. Die oberen Gesimskränze der Spitztürme werden zum Mittelturm durchgezogen. Diese typische Prospektform ist schon für frühere Prospekte Dreuths nachgewiesen (z. B. 1736 Dornholzhausen), dürfte daher z. B. auch schon für die kleinere Chororgel im Kloster Arnsburg (1733) gegolten haben und findet sich auch noch bei seinen späteren Instrumenten (z. B. 1756 Volpertshausen). Die vorhandenen Lisenen sind mit geschnitzten Frucht- oder Blumengirlanden verziert, die vergoldet oder farbig gefasst sind. Das Gehäuse weist gemaltes Blumendekor auf, die zum Untergehäuse vermittelnden Konsolen sind verziert und die Spielschränke haben eine strukturierte Rahmung, die nach innen abgesetzt ist.
Die Familie behielt bis ans Ende des 18. Jahrhunderts die Tradition einer Superoktave 1′ bei, die für Dreuth-Orgeln kennzeichnend ist; dieses Register, Dreuths sog. „Leitfossil“ wird manchmal auch von ihm als „Cymbel 1′“ (vgl. Kloster Arnsburg, kleinere Chororgel) bezeichnet. Zudem ist nach 1747 die Gamba 8′ ein regelmäßig gebautes Register. Bei der 1733 für das Kloster Arnsburg errichteten Chororgel bestanden des Weiteren die Register Gedackt 8′ und Quintaflöte 4′ (3′?) fast ganz aus reinem Blei und waren „unbeschreiblich schön im Tone“. Das Register Quintatön 8′, von J. G. Dreuth im Jahr 1754 zur Verstärkung der 8′-Lage in der Orgel in Altenkirchen eingebaut, tritt sonst nirgends bei ihm auf. In der Regel bauten die Dreuths keine Zungenregister.
Für die Konzeption der Windanlagen Dreuths lassen sich zumindest für das Kloster Arnsburg (kleinere Chororgel) drei Spanbälge und der Nebenzug „Windauslass“ nachweisen.
Johann Friedrich Dreuth stellte 1763 eine Orgel (aus der Zeit um 1700) in Niederbiel auf, die unter anderem über eine Gamba 8′ und Octave 1′ verfügte und ursprünglich in der Hospitalkirche in Wetzlar stand. Im Zuge des dortigen Kirchenneubaus wurde sie nach Niederbiel verkauft und von Dreuth seitenspielig umgebaut (I/P/8). Dreuth erhielt für die Umsetzung der alten Orgel von St. Michaelis in Oberkleen 34,30 Gulden. Weitere gebrauchte Orgeln stellte Dreuth 1786 in Kröffelbach (I/4) und 1789/1790 in Breitscheid (I/P/10) auf.

## Werkliste
Die Werkliste umfasst etwa zwei Dutzend bekannte Orgelneubauten.
Kursivschreibung gibt an, dass die Orgel nicht oder nur noch das historische Gehäuse erhalten ist. In der fünften Spalte bezeichnet die römische Zahl die Anzahl der Manuale, ein großes „P“ ein selbstständiges Pedal, ein kleines „p“ ein nur angehängtes Pedal. Die arabische Zahl gibt die Anzahl der klingenden Register an. Die letzte Spalte bietet Angaben zum Erhaltungszustand oder zu Besonderheiten.
| Jahr      | Ort                      | Kirche                     | Bild | Manuale | Register | Bemerkungen |
| --------- | ------------------------ | -------------------------- | ---- | ------- | -------- | --- |
| 1728–1731 | Bruchenbrücken           | Erasmus-Alber-Kirche       |      |         |          | Neubau; 1891 ersetzt |
| 1733      | Einartshausen            | Ev. Pfarrkirche            |      |         |          | Neubau; 1862 durch Adam Karl Bernhard ersetzt |
| 1733      | Kloster Arnsburg         | Klosterkirche              |      | I/P     | 9 (10?)  | „alte“ (und kleinere) Chororgel der Klosterbasilika; nach der Säkularisation im Jahr 1807 an die (nicht mehr erhaltene) Schlosskirche St. Nikolaus in Kransberg verkauft und dort, nachdem die Orgel, 1832 nur noch als ein Instrument „mittelmäßiger Güte“ bezeichnet, mit der Zeit unbrauchbar geworden war, im Jahr 1883 (Verkauf der Schlosskirche) abgebrochen. |
| 1736      | Dornholzhausen           | Evangelische Kirche        |      | I/P     | 7        | Neubau, Zuschreibung; Prospekt erhalten |
| 1740      | Villingen (Hungen)       | Evangelische Kirche        |      |         |          | Neubau, Zuschreibung; erhaltener Prospekt in neue Orgel von 1904 integriert |
| 1742      | Annerod                  | Evangelische Kirche        |      |         |          | Neubau von Johann Georg Dreuth; im Zuge des Kirchenneubaus 1879 ersetzt |
| 1749      | Wohnbach                 | Evangelische Kirche        |      | I/P     | 12       | Neubau; 1866 durch Johann Georg Förster ersetzt |
| 1749–1750 | Altenburg (Alsfeld)      | Evangelische Schlosskirche |      | I/p     | 8        | Neubau von Johann Georg Dreuth; 1884 ersetzt, Prospekt erhalten |
| um 1750   | Albshausen               | Evangelische Kirche        |      | I/p     | 6        | ursprünglich für Schöffengrund-Niederwetz gebaut, 1955 von Walcker überführt; 1982 Neubau Günther Hardt hinter Dreuth-Gehäuse; Prospekt und Windladen erhalten |
| um 1750   | Münchholzhausen          | Evangelische Kirche        |      | I       |          | Neubau von Grieb oder Dreuth vermutet; 1937 ersetzt und zweimanualig erweitert; Prospekt erhalten |
| um 1750?  | Sichertshausen           | Ev. Kirche                 |      | I/p     | 8        | Neubau von Grieb oder Dreuth? Ursprünglich in Lützellinden, 1893 überführt; Pedal um Subbass 16′ ergänzt |
| 1751      | Königsberg (Biebertal)   | Evangelische Kirche        |      | I/P     | 9        | Neubau von Johann Georg Dreuth; 1921 durch Neubau von Sauer ersetzt, 1962 Neubau durch Förster & Nicolaus mit Rekonstruktion der Disposition von Dreuth hinter erhaltenem Prospekt |
| 1752      | Niederweidbach           | Marienkirche               |      |         |          | Neubau; nach Blitzeinschlägen 1892 und 1893 ersetzt durch Gustav Raßmann |
| 1754      | Altenkirchen (Braunfels) | Ev. Kirche                 |      | I/p     | 8        | Neubau; 1840 durch Raßmann ersetzt |
| 1754–1756 | Philippstein             | Ev. Kirche                 |      | I/p     | 8        | Neubau; 1914 durch Neubau von Walcker ersetzt; Prospekt erhalten |
| 1756      | Volpertshausen           | Alte Kirche                |      | I/p     | 8        | Neubau von Johann Georg Dreuth; 1879 durch Neubau von Gebrüder Bernhard ersetzt, Prospekt erhalten |
| 1757      | Langsdorf (Lich)         | Evangelische Kirche        |      |         |          | Neubau von Johann Georg Dreuth; 1872 durch Förster ersetzt |
| 1763      | Niederbiel               | Evangelische Kirche        |      | I/P     | 8        | Umsetzung und seitenspieliger Umbau einer Orgel von etwa 1700 aus der alten Hospitalkirche Wetzlar |
| 1764      | Wetzlar-Niedergirmes     | Ev. Kirche                 |      |         |          | Neubau von Georg Philipp; nicht erhalten |
| 1765      | Ravolzhausen             | Ev. Kirche                 |      | I/P     |          | Neubau; Prospekt erhalten |
| 1774      | Ulm (Greifenstein)       | Evangelische Kirche        |      | I/p     | 9        | Neubau; Prospekt und einige Register erhalten |
| 1775      | Erbstadt                 | Evangelische Kirche        |      | I/P     | 12       | Neubau; Prospekt und 6 Register erhalten |
| 1778–1781 | Wolfenhausen             | Evangelische Kirche        |      | I/P     | 8        | Neubau; umgebaut erhalten |
| 1781–1784 | Burg-Gräfenrode          | Ev. Kirche                 |      | I/P     | 11       | Neubau; 1914 durch Förster & Nicolaus ersetzt; Gehäuse erhalten |
| 1786      | Assenheim (Niddatal)     | Ev. Kirche                 |      | I/P     | 15       | Neubau von Friedrich Dreuth, der Prospekt weicht von der Bauweise Dreuths ab und scheint von anderer Hand zu stammen; 1861 durch Karl Bernhard umgebaut und 1928 durch die Firma Link ersetzt; neunteiliger Prospekt mit Rundtürmen und zweigeschossigen Flachfeldern erhalten                                                                                       |
| 1789      | Breitscheid (Hessen)     | Kirche Breitscheid         |      | I/P     | 10       | Neubau; Gehäuse erhalten |
| 1798–1800 | Oberwetz                 | Evangelische Kirche        |      | I/P     | 10       | Neubau einer seitenspieligen Orgel durch Friedrich Dreuth; 1930 durch Weigle ersetzt; Prospekt erhalten |